# Айон (остров)
Айо́н — остров в Восточно-Сибирском море у входа в Чаунскую губу.
Административно относится к Чаунскому району Чукотского АО России.

## Этимология
Встречающееся в литературе объяснение из чукот. ае, айо 'головной мозг' (сходство по внешнему виду) сомнительно. Правдоподобнее из чукот. эйу-, эйо- 'оживать' — остров служит местом отдыха и нагула ('оживления') оленей.

## География
Айон расположен на западном берегу Чаунской губы, в восточной части Колымского залива. Вокруг расположено несколько небольших островов — Ченкуль, Рыянранот и др. Длина острова составляет 63 км, ширина 38 км. Остров является довольно плоским и низким с высотой до 64 м. Имеется множество мелких озёр, территория сильно заболочена. Крупные реки — Рывеем, Роваам, Онматгыр, Эмыкууль, Ачьэккооль.
Территория острова занята арктической тундрой. Имеются оленьи пастбища. Остров Айон отделен от материка Малым Чаунским проливом, который очень мелок, а его минимальная ширина составляет 2 км.
На Айоне есть два небольших населённых пункта: Эльвуней (ныне заброшенный) и Айон в конце северо-западной части острова.

## Климат
Среднегодовая температура воздуха составляет −11,4°С.
Абсолютный максимум температуры зарегистрирован в июле 1975 года +30,2°С, абсолютный минимум в феврале 1978 года −51,3°С.

## Исторические сведения
Первое упоминание об острове Айон связывается с именем землепроходца Исая Игнатьева, который в 1646 году высадился на берег и вёл торговлю с местными жителями.
В 1761 году на Айоне побывал известный купец Никита Шалауров, назвавший его Завадей. Почти через столетие здесь останавливался со своей экспедицией Ф. П. Врангель, нанёсший впоследствии остров на карту как Сабадей.
В 1933 году на территории острова проводилась коллективизация, в это время было основано товарищество «Энмитагино», которому передавались стада. В 1950 году «Энмитагино» преобразовали в колхоз. Долгое время колхоз оставался передовым хозяйством на Чукотке, в стаде которого было несколько тысяч оленей. В 1968 году колхоз был реорганизован в совхоз.
После распада Советского Союза регион переживал трудные времена. Резко сократилось поголовье оленей (с 22 до 4 тыс. голов). Хозяйство пришло в упадок, население заметно сократилось.
На острове остро стоят проблемы экологии.

## Научно-исследовательская деятельность
С 21 марта 1942 года на острове действует морская гидрометеорологическая станция МГ-2 им. Сидорова.
В середине 1980-х гг. остров посещали экспедиции от заповедника «Остров Врангеля» по изучению биологии млекопитающих и птиц Севера.

## Топографические карты
- Лист карты R-59-XIII,XIV м. Рыянранот. Масштаб: 1 : 200 000. Состояние местности на 1973 год. Издание 1985 г.
- Лист карты R-58-XXIII,XXIV Айон. Масштаб: 1 : 200 000. Состояние местности на 1973 год. Издание 1984 г.
- Лист карты R-59-XIX,XX о. Айон. Масштаб: 1 : 200 000. Состояние местности на 1973 год. Издание 1985 г.